# 무라타 치아키
무라타 치아키(村田智明, 1959년-)는 일본은 산업디자이너이자 밀라노 살로네에서 처음 공개한 컨소시엄 디자인 브랜드 메타피스의 대표이다. 대표작으로는 마이크로소프트의 X박스360가 있고 대한민국에서 웅진코웨이 정수기디자인, G-Mark획득, TV 해설자, 교육 활동 등 아시아 지역의 디자인 발전을 위해 노력을 하고 있다. 특히 인천광역시에서 주최하고 인천디자인전문회사협회(IDCA)가 주관하는 제8회 인천디자인포럼이‘중소기업 디자인&나눔’ 이란 주제로 2011년 10월 14일에 중소기업의 디자인 성공 전략과 나아갈 방향을 제시해보자는 취지로 기획했을 때 중소기업의 디자인 성공 전략과 나아갈 방향에 대해 특별강연을 하기도 했다.

## 학력
~ 1982 오사카시립대학교 응용물리학 학사

## 경력
- 2005.07 ~ 메타피스 대표 디자이너
- 2005.07 메타피스 설립
- 1986년 하즈 실험 디자인연구소 설립

- 허스실험디자인연구소 디렉터
- 2005년 메타피스 설립자 겸 대표

## 수상
- 2010년 부산 디자인상 - 아시아디자이너상[1]
- 2008년 《제품 디자인의 가타치와 고코로》가 선정한 일본 10대 디자이너
- 2005년 일본 중소기업청장관 특별상
- 2001년 굿 디자인 어워드 금상

## 같이 보기
- 《월간 디자인》(2008년 3월호)
- 《디자이너 열전》 ISBN 9788965640134
- 《키친앤리빙》  ISBN 9772234707000